# Cantó de La Pluma
El cantó de La Pluma és un cantó francès del departament d'Òlt i Garona, situat al districte d'Agen. Té 9 municipis i el cap és La Pluma.

## Municipis
- Aubiac
- Brats
- Estilhac
- La Pluma
- Marmont-Pachas
- Moiracs
- Ròcafòrt
- Senta Coloma de Brulhés
- Serinhac de Garona

## Història
| Data d'elecció                           | Identitat            | Partit | Qualitat |
| ---------------------------------------- | -------------------- | ------ | -------- |
| 1976-1994                                | Jean François-Poncet | UDF    |          |
| 1994-2001                                | Alain Veyret         | PS     |          |
| 2001-2008                                | Gérard Marty         | UDF    |          |
| 2008-                                    | Jean Dreuil          | PS     |          |
| les dades anteriors no són pas conegudes |                      |        |          |
|                                          |                      |        |          |

## Demografia
| 1962  | 1968  | 1975  | 1982  | 1990  | 1999  | 2006   |
| ----- | ----- | ----- | ----- | ----- | ----- | ------ |
| 4.500 | 5.310 | 6.043 | 7.026 | 8.344 | 9.541 | 11.079 |